# Museo archeologico di Santa Maria dei Raccomandati
Il Museo archeologico di Santa Maria dei Raccomandati è un museo con sede all'Aquila, non ancora ufficialmente aperto. Ha sede nell'ex convento omonimo che dà sul corso del capoluogo abruzzese e ospita un'importante collezione archeologica della regione. 
Il complesso monumentale ha impianto quadrangolare con un giardino porticato centrale, è compreso tra corso Vittorio Emanuele, via Bominaco, via Accursio, via Mazzini. Ha due ingressi, uno più moderno dal corso, l'altro dell'ex chiesa in via Accursio.
Tra i pezzi esposti, il famoso letto d'osso rinvenuto nella necropoli di Bazzano (Aq). All'interno del complesso si trova la chiesa di Santa Maria dei Raccomandati, ricostruita nel 1825, contenente un affresco cinquecentesco della Madonna.

## Allestimento
Precedentemente dal 1860 il convento era sede del Municipio aquilano. 
Il primo museo ufficiale dell'Aquila era quello archeologico presso il convento delle monache Celestine di Santa Maria dei Raccomandati, dipendente dalla basilica di Collemaggio. Fu aperto nel 1924 come "Museo civico" e ospitava anche delle tele, affreschi e sculture rinascimentale e gotiche del territorio aquilano, come il "San Sebastiano" di Silvestro dell'Aquila o opere di Francesco da Montereale o della bottega dei Bedeschini. 
Vi si accedeva dal corso Vittorio Emanuele attraverso il cortile delle monache, ricco di affreschi tardo manieristi a motivi floreali, per poi arrivare alle varie sale, precedute da un muro con una finestra bifora gotica, molto elegante. Il materiale raccolto proveniva da scavi archeologici nella vallata dell'Aterno, iniziati alla fine dell'800 da Antonio De Nino, e poi proseguiti da altri, come il barone Rivera e Luigi Dragonetti. Il patrimonio archeologico del museo includeva anche pezzi di collezioni private di nobili, rinvenuti nel XV-XVIII secolo; quando in località San Vittorino fu scoperto l'anfiteatro romano di Amiternum, il teatro romano, i ruderi dell'acquedotto ecc, i cippi, le lapidi, e successivi ritrovamenti dei primi anni del '900 come il letto da convivio in osso e avorio della necropoli di Bazzano (AQ), e i corredi funebri delle necropoli di Fossa (AQ) e Coppito (AQ), nonché il vaso di pietra con il coperchio a serpente attorcigliato di Amiternum, il calendario delle Sacre Feste di Amiternum, ecc.., si rese necessaria la collocazione in adeguata sede museale.

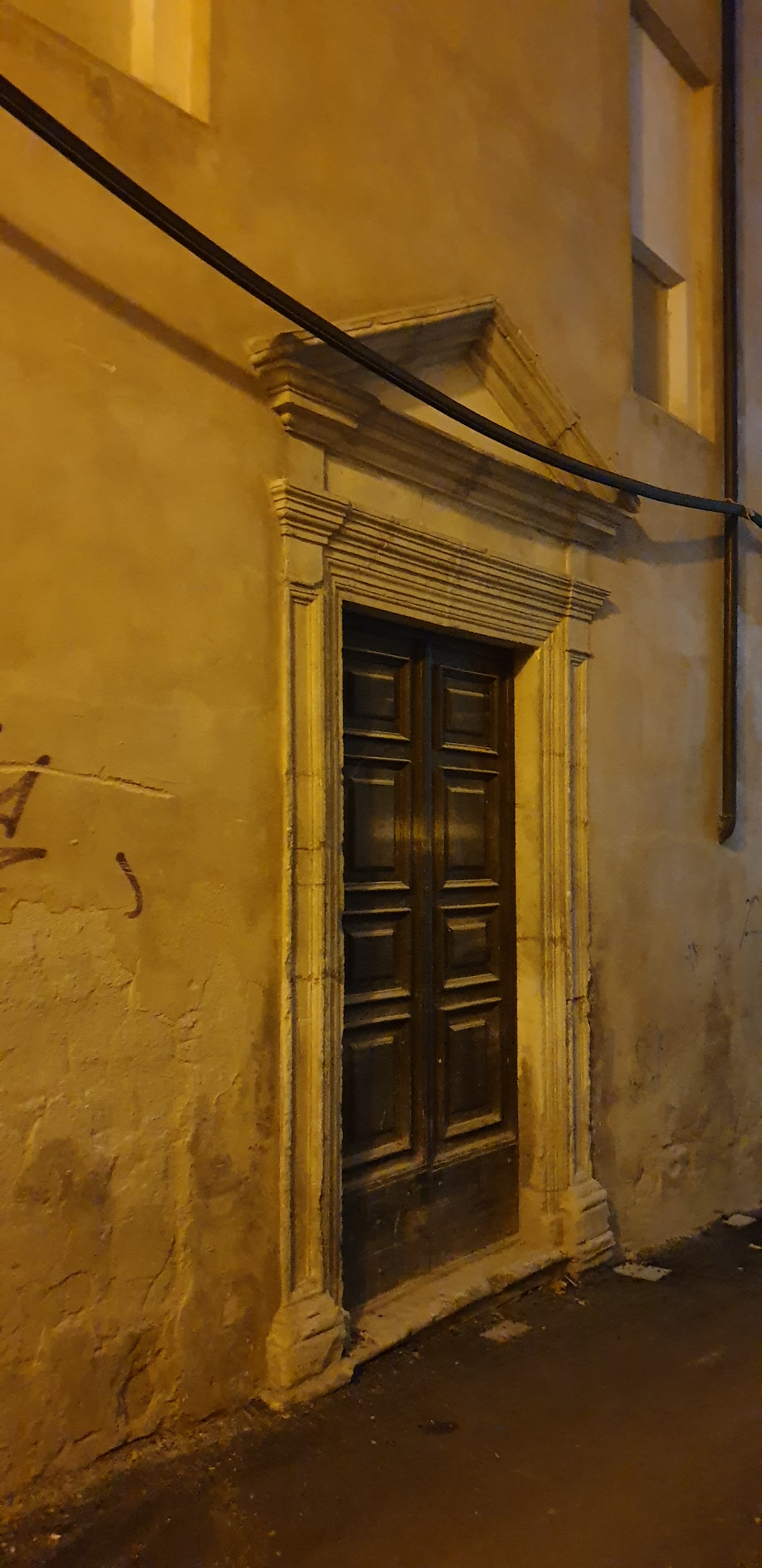
Ingresso all'ex chiesa da via Accursio.

Il museo archeologico confluì nel 1951 nel nuovo Museo Nazionale d'Abruzzo ospitato nel Castello cinquecentesco sino al terremoto del 2009. Tuttavia parte delle nuove scoperte archeologiche che furono eseguite dagli anni '60, e ancora in corso, sono rimaste nell'ex convento delle Celestine. Dopo il terremoto del 2009, il materiale è stato temporaneamente allestito in altri locali, tra cui l'ex convento di Sant'Antonio in contrada Paganica, in attesta del restauro dell'ex convento, per un nuovo allestimento archeologico, con il nuovo materiale scoperto nella località Amiternum. Alcune opere, come i corredi di Fossa e di Bazzano, sono temporaneamente esposti nel Museo Archeologico Nazionale d'Abruzzo a Chieti. Opere come il Calendario delle Feste di Amiternum, il rilievo del Corteo Funebre, e il vaso con il coperchio a serpente si trovano nella collezione provvisorio del Museo Nazionale d'Abruzzo nell'ex mattatoio, in Largo Tornimparte.
Il progetto, risalente al giugno 1997, è firmato da:
- Sandro Ranellucci (allestimento e restauro);
- Franco Minissi (allestimento e restauro, prima variante);
- Giacomo Di Marco (strutture e impianti).

Il nuovo progetto del 2017-18 è partito, con il restauro dell'ex complesso conventuale, che dovrebbe terminare nel 2020.